# ディクシー・エヴァンス
ディクシー・エヴァンス（Dixie Evans、1926年8月28日 - 2013年8月3日）は、アメリカ合衆国のバーレスクダンサーでありストリッパー。出生名はメアリー・リー・エヴァンス。マリリン・モンロー・オブ・バーレスク（Marilyn Monroe of Burlesque）としてモンローに扮したパロディ演目でことに知られ、引退後にはバーレスク博物館の運営に携わりミス・エキゾチック・ワールド・ページェントを開始した。

## 経歴
1926年8月26日にカリフォルニア州ロング・ビーチで生まれ。まずモデルの職に入り、その後コーラス・ガールをした。1950年代初期にはすでに西海岸でヘッドラインを飾るバーレスク・スターとなっていた。30代後半に入りエヴァンス自身の人気は続いてはいたもののバーレスク業界自体が陰りを見せており引退した。ホテルの広報や看護師の助手などの仕事で働くことを続けた。1980年代後半にモデルとして復帰もしている。1990年からはバーレスク博物館の運営を開始。

### マリリン・モンロー・オブ・バーレスク
1950年代すでにフィーチャーを飾るスターであったエヴァンスのもとにやり手のプロデューサーのハロルド・ミンスキーが仕事を持ちかけてきた。その条件とは当時注目を集め始めていたマリリン・モンローの役をエヴァンスが演じるのであれば、ミンスキーが所有する複数の劇場での安定した仕事を提供するというものである。最初は拒絶したものの、エヴァンスは応えることにした。エヴァンスはモンローの映画やモンローの人生の知られた側面をパロディ化した演目を行い、これらのモンロー演目は彼女のギミック（個々のパフォーマー独自の技術、工夫）となった。記者たちはエヴァンスがモンローによく似ていると評した。実際のエヴァンスはモンローよりも胸囲は3インチ（約7.6cm）大きく、エヴァンス40-26-34インチ、モンローは37-24-35と推定されている。エヴァンスはモンローからの訴訟レターを受け取っているが、それを受けてショーの内容を和らげた。またあるときモンローの入院に際して見舞いの電報を送ったところ、感謝の電報を受け取ったとエヴァンスは述べている。モンローが亡くなった1962年に彼女を偲ぶトリビュートショーを準備し批評家からも観客からも好評を博した一方、あるカナダのクラブでモンローの完全な出で立ちで会場に入ると女性客が叫び声を上げて飲み物を取り落とすなどした。すでにこの世にいないスターに間違われることに不安を覚えたエヴァンスは該当の演目を減らし、代わりにイルマ・ラ・ドゥースのパロディに置き換えていった。エヴァンスは2002年のサンフランシスコ・クロニクルのインタビューで「彼女（モンロー）が死んだとき私も死んだのです。」と答えている。

### バーレスク博物館
1990年にエキゾチック・ダンサーズ・リーグ（the Exotic Dancers League）の年間行事とバーレスク関係物品の博物館の後継者となった。同じくストリッパーであったジェニー・リーが創設・運営していたものだが、彼女の死後、親交の深かったエヴァンスが継承し、リーの夫チャーリー・アロヨ(Charlie Arroyo)とともに運営に携わることになった。博物館は当初は「エキゾチック・ワールド」の名称でカリフォルニア州モハヴェ砂漠近くのヘレンデールに存在し、後にネヴァダ州ラスベガスに移し「バーレスクの殿堂（バーレスク・ホール・オブ・フェイム）」と名称変更した。バーレスク・エンターテイナーたちが実際に演目で何年も使っていたアイテムを何百と保存する博物館である。 ヘレンデール所在だった頃の博物館でエヴァンスは幾度となくミュージアムツアーを行い、参加者の前でかつてのモンロー演目の一部を並外れて正確に模した声で朗読をした。1991年にエヴァンスは博物館とその所有品の維持のためのファンドレイジング・ショーとしてミス・エキゾチック・ワールド・ページェントをヘレンデールで始め、かつてのスターたちと若い世代のパフォーマーたちが交流する場とした。イベントの最初の12年間はエヴァンスはパフォーマンスを復活させていたが、その後は舞台挨拶にとどまった。モンローの完璧な擬態演目は2002年のティーズ・オ・ラマが最後であったかもしれない。映画『お熱いのがお好き』をRunnin' Wildに乗せて演じられた。

### 死
2013年8月3日ラスベガスで86歳で亡くなる。8月26日にエヴァンスのホームタウンでロングビーチで87歳を記念する「ディクシー・エヴァンス・ウィーク」がアンジー・ポンターニほか有志によって開催される直前のことであった。

## 関連書籍
- Regehr, Kaitlyn (2017). The League of Exotic Dancers : legends from American burlesque. Matilda Temperley. New York, NY: Oxford University Press. ISBN 978-0-19-045756-3, OCLC 960837778